# 신안증도중학교
신안증도중학교(新安曾島中學校)는 대한민국 전라남도 신안군 증도면 증동리에 있는 공립 중학교이다.

## 학교 연혁
- 1971년 3월 1일 : 초대 오동근 교장 취임
- 1971년 3월 12일 : 개교
- 1978년 3월 1일 : 9학급으로 증설 인가
- 2024년 9월 1일 : 제29대 김용균 교장 부임
- 2025년 2월 7일 : 제52회 졸업 5명(총 2,789명 졸업)
- 2025년 3월 4일 : 2025학년도 신입생 5명 입학

## 참고 자료
- 신안증도중학교 - 한국교육학술정보원 학교알리미